# Adam Gallari
Adam Gallari (geb. November 1984) ist ein US-amerikanischer Schriftsteller und Essayist.

## Leben und Werk
Gallari wuchs in New York City, USA, auf und erhielt einen Bachelor-Abschluss von der Vassar College, Poughkeepsie, New York, und einen MFA-Abschluss im Kreativen Schreiben von der University of California, Riverside. 2015 promovierte er an der University of Exeter, Exeter, mit der Dissertation Alone Among Friends and How Memories of the Father Inform a Son's Understanding of Masculinity in the Novels of Per Petterson. Gallari war Dozent an der University of California und an der University of Exeter. Zwischen 2015 und 2018 war er als Lektor am Institut für Anglistik und Amerikanistik der Technischen Universität Braunschweig (Braunschweig, Deutschland), tätig. Seine Kurzgeschichten und Essays wurden u. a. in The Quarterly Conversation, Fifth Wednesday Journal, therumpus.net, TheMillions.com, anderbo.com und The MacGuffin veröffentlicht. 

Gallari lebt und arbeitet in New York.

## Schriften (Auswahl)
- We Were Never As Beautiful As We Are Now. Ampersand Books. 2010.
- Adam Gallari: Reading Rilke, by adam gallari. In: Ampersand Reviews. 31. Oktober 2012, abgerufen am 25. Mai 2020 (englisch, Kurzgeschichte von Adam Gallari).

## Rezensionen (Auswahl)
- Gabriel Blackwell: „We Are Never As Beautiful As We Are Now“. The Collagist. April 2010[7].
- Publishers Weekly: „We Are Never as Beautiful as We Are Now: Stories“. 29. März 2010[8].
- Martha McKay Canter: „We Are Never as Beautiful as We Are Now“: The Rumpus. 30. März 2010[9].